# An-Nahr
An-Nahr (arab. ‏النهر‎) – dawna arabska wieś, która była położona w Dystrykcie Akki w Mandacie Palestyny. Została wyludniona i zniszczona podczas I wojny izraelsko-arabskiej, po ataku żydowskiej organizacji paramilitarnej Hagana w dniu 21 maja 1948 roku.

## Położenie
An-Nahr leżała w północnej części równiny przybrzeżnej Izraela, w odległości 14 km na północny wschód od miasta Akka. Według danych z 1945 do wsi należały ziemie o powierzchni 526,1 ha. We wsi mieszkało wówczas 610 osób.
| Własność gruntów | Powierzchnia gruntów [ha] |
| ---------------- | ------------------------- |
| Arabowie         | 524,3                     |
| Żydzi            | 0                         |
| publiczne        | 1,8                       |
| Razem            | 526,1                     |

| Rodzaj użytkowanych gruntów | Arabowie (hektary) |
| --------------------------- | ------------------ |
| uprawy cytrusów             | 206,6              |
| uprawy oliwek               | 31                 |
| uprawy nawadniane           | 193,7              |
| uprawy zbóż                 | 109,4              |
| nieużytki                   | 13,6               |
| zabudowane                  | 28                 |

## Historia
Badania archeologiczne odkryły w tym obszarze pozostałości osady Tall al-Qahwa z XVIII wieku p.n.e.. Data powstania wioski An-Nahr nie jest znana. W wyniku I wojny światowej w 1918 roku cała Palestyna przeszła pod panowanie Brytyjczyków, którzy utworzyli Mandat Palestyny. W owym czasie An-Nahr była niewielką wsią.
Przyjęta 29 listopada 1947 roku Rezolucja Zgromadzenia Ogólnego ONZ nr 181 przyznała te tereny państwu arabskiemu. Podczas wojny domowej w Mandacie Palestyny w 1948 roku w okolicy operowały siły Arabskiej Armii Wyzwoleńczej, które paraliżowały żydowską komunikację w całej Galilei. Podczas I wojny izraelsko-arabskiej Izraelczycy w nocy z 20 na 21 lipca zajęli wieś An-Nahr. Atak przeprowadzili żołnierze z Brygady Karmeli. Wszystkich mieszkańców wysiedlono, a następnie wyburzono jej domy.

## Miejsce obecnie
Teren wioski An-Nahr pozostaje opuszczony, jednak jej grunty rolne zajął moszaw Ben Ammi i kibuc Kabri.